# Niafles
Niafles ist eine französische Gemeinde mit 347 Einwohnern (Stand: 1. Januar 2022) im Département Mayenne in der Region Pays de la Loire; sie gehört zum Arrondissement Château-Gontier und zum Kanton Château-Gontier-sur-Mayenne-2. Die Einwohner werden Niaflais genannt.

## Geographie
Niafles liegt etwa 33 Kilometer südsüdwestlich von Laval. Umgeben wird Niafles von den Nachbargemeinden Livré-la-Touche im Norden, Craon im Osten, Bouchamps-lès-Craon im Süden, Saint-Martin-du-Limet im Süden und Südwesten sowie La Selle-Craonnaise im Westen.

## Bevölkerungsentwicklung
| 1962                       | 1968 | 1975 | 1982 | 1990 | 1999 | 2006 | 2019 |
| -------------------------- | ---- | ---- | ---- | ---- | ---- | ---- | ---- |
| 308                        | 272  | 250  | 281  | 318  | 287  | 295  | 354  |
| Quellen: Cassini und INSEE |      |      |      |      |      |      |      |

## Sehenswürdigkeiten

Kirche Saint-Martin

- Kirche Saint-Martin
- Schloss La Lande
- Schloss La Motte-Daudier